# Szingapúr himnusza
A Majulah Singapura Szingapúr nemzeti himnusza, maláj nyelvű dal. A szöveget és a dallamot Zubir Said írta. A himnusz 1965-ben lett hivatalos.
| Malájul Majulah Singapura Mari kita rakyat Singapura, Sama-sama menuju bahagia; Cita-cita kita yang mulia Berjaya Singapura! Marilah kita bersatu Dengan semangat yang baru; Semua kita berseru: Majulah Singapura! | Angolul Onward Singapore Come, fellow Singaporeans, Let us progress towards happiness together; May our noble aspiration bring Singapore success! Come, let us unite In a new spirit; Let our voices soar as one: Onward Singapore!                                          | Magyarul Előre, Szingapúr Gyertek, szingapúri honfitársak, Haladjunk együtt a boldogság felé; Hozzanak nemes törekvéseink Sikert Szingapúrnak! Gyertek, egyesüljünk Új szellemben; Szálljon egyként a hangunk: Előre, Szingapúr! |
| Kínaiul (kínai írással) 前进吧，新加坡！ 来吧，新加坡人民， 让我们共同向幸福迈进； 我们崇高的理想， 要使新加坡成功。 来吧，让我们以新的精神， 团结在一起； 我们齐声欢呼： 前进吧，新加坡！                          | Kínaiul (latin betűkkel) Qianjin ba, Xinjiapo! Lai ba, Xinjiapo renmin, Rang women gongtong xiang xingfu maijin; Women chonggao de lixiang, Yao shi Xinjiapo chenggong. Lai ba, rang women yi xin de jingshen, Tuanjie zai yiqi; Women qisheng huanhu: Qianjin ba, Xinjiapo! | Tamilul முன்னேறட்டும் சிங்கப்பூர் சிங்கப்பூர் மக்கள் நாம் செல்வொம் மகிழ்வை நோக்கியே சிங்கப்பூரின் வெற்றிதான் சிறந்த நம் நாட்டமே ஒன்றிணைவோம் அனைவரும் ஓங்கிடும் புத்துணர்வுடன் முழுங்குவோம் ஒன்றித்தே முன்னேறட்டும் சிங்கப்பூர் முன்னேறட்டும் சிங்கப்பூர்.                                                                          |